# آتشکده‌های دوره ساسانی

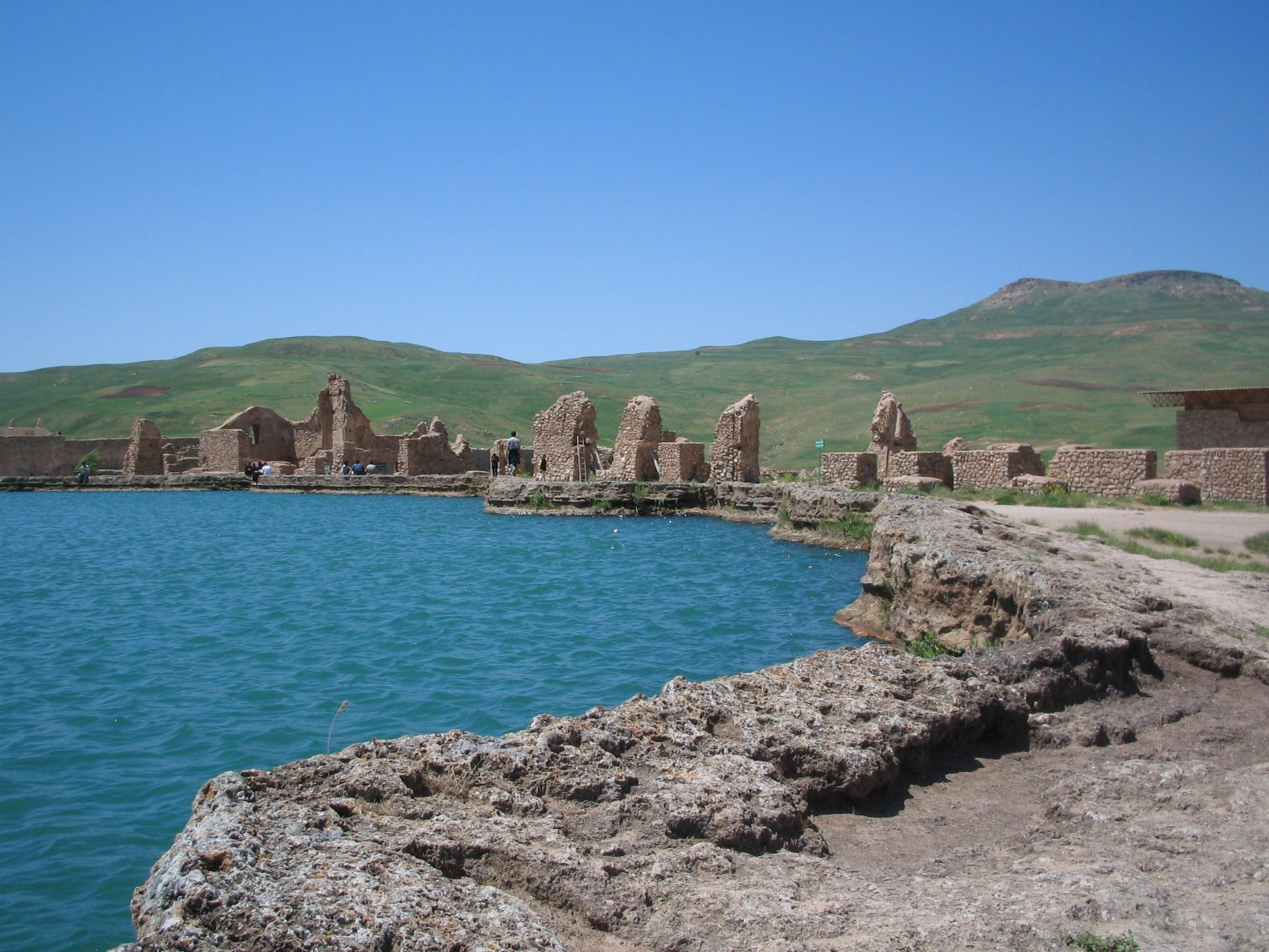
ویرانه‌های آذر گشنسپ در تخت سلیمان

آتشکده‌های دوره ساسانی بناهای مهمی از معماری ساسانی هستند که چندتایی از آنها بر جا مانده‌است. آتشکده‌ها دومین آثار معماری مهمی هستند که از معماری دوره ساسانی بر جا مانده‌است. کاخ‌های ساسانی را می‌توان مهم‌ترین آثار دانست. آتشکده‌ها که جایگاه آتش مقدس و اجرای مراسم مذهبی بود، از نظر معماری بر اساس اصول خاصی ساخته می‌شدند.
به نظر می‌آید آتشکده‌های ساسانی نسبت به اهمیت آتش‌های آنها درجات متفاوتی داشتند اما اساس ساختمان و نقشه معماری بناها مشابه بود. معماری آتشکده یک بنای چهار ضلعی بود که در چهار ضلع آن چهار درگاه تاق‌دار داشت و بر روی این فضای چهار ضلعی گنبدی قرار داشت. به همین دلیل «چهار تاقی» نیز نامیده شده‌اند. در برخی بناها چهارتاق‌ها منفرد هستند اما در برخی دیگر دالان طواف دار و فضاهای وابسته وجود دارد مانند آتشکده قصرشیرین. این بناها اغلب بر روی بلندیها ساخته شده‌اند.
در دوره ساسانی سه آتشکدهٔ بزرگ متعلق به سه طبقه از طبقات اجتماعی زمان ساسانی وجود داشت:
- آتش موبدان، آتشکده آذرفرنبغ یا آتورفرنبع
- آتش ارتشیان، آذر گشنسپ
- آتش کشاورزان، آذربرزین مهر یا آتوربرزین مهر

عوامل جوی و گذشت زمان موجب گردیده‌است تا آسیب‌های کلی به این گونه بناها وارد آید. در میان آتشکده‌ها بنایی که در چند دهه گذشته بازسازی شده، آتشکده نیاسر است که تاریخ آن به اوائل عهد ساسانیان می‌رسد و احتمالاً از آثار سده دوم میلادی است.
طرح و ساخت آتشکده‌های ساسانی به حدی ساده و نیرومند بوده‌است که تأثیر بارزی بر معماری شرق و غرب داشته‌است؛ مثلاً در سرزمین‌های قلمرو بوداگرایی شباهت قابل قبولی با آتشکده‌های ساسانی دارند. آتشکده به خاطر فضای بزرگ داخلی امتیازات بسیار داشته‌است. به همین دلیل شکل این نوع بنا برای یک استوپای مقدس اقتباس شده‌است بدین نحو که داخل آن را هم برای اجرای عبادت بکار می‌بردند و هم آن را با مجسمه‌های بودا پر می‌کردند.